# Castelo de Motizón
O Castelo de Motizón localiza-se no município de Villamanrique, na província de Cidade Real, comunidade autónoma de Castela-Mancha, Espanha. A sua tipologia e estrutura apontam para uma origem cristã, uma vez que durante o período muçulmano a travessia da Via Augusta pelo rio Dañador era vigiada pelo Castelo de Ibn Xoray, hoje em ruínas, no estreito das torres.
Pertenceu, como toda a região, aos domínios da Ordem de Santiago. Na segunda metade do século XV, o infante D. Afonso, filho de João II de Castela e irmão do então rei Henrique II de Castela e de Isabel, a Católica, doou a encomienda de Motizón da Ordem de Santiago, a Jorge Manrique, como recompensa por serviços prestados.

Actualmente em mãos de particular, o castelo encontra-se em bom estado de conservação.

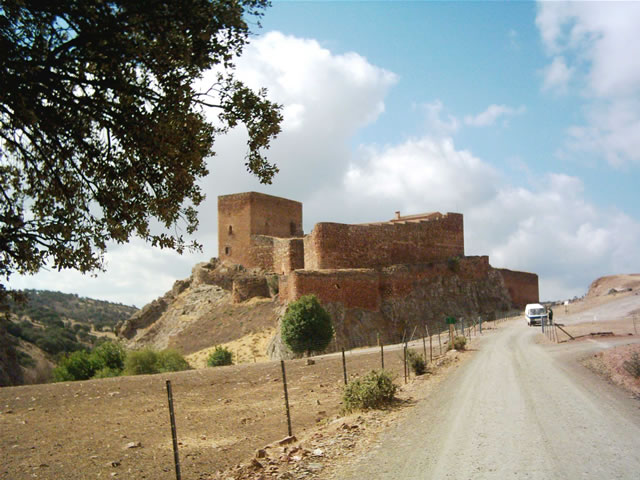
Castelo de Motizón